# 中郎将
中郎将（ちゅうろうしょう）は、中国の前漢以降の官職名。

## 概要
前漢においては、光禄勲（郎中令）に属し、宮殿の門戸を守り戦時には戦車や騎兵に充てられる中郎（秩禄比六百石）を統率した。
五官中郎将、左中郎将、右中郎将の3将がおり、また、宣帝の時に羽林を統率する羽林中郎将が、平帝の元始元年（1年）に虎賁郎を統率する虎賁中郎将が置かれた。中郎将は全て秩禄比二千石であった。
後漢においても光禄勲に属し、五官中郎将、左中郎将、右中郎将、虎賁中郎将、羽林中郎将が引き続き置かれ、いずれも秩禄比二千石であった。
五官中郎将、左中郎将、右中郎将は中郎（秩禄比六百石）、侍郎（秩禄比四百石）、郎中（秩禄比三百石）たち郎官を統率した。
虎賁中郎将は宿衛侍従を掌り、属官には左右僕射、左右陛長（秩禄比六百石）がおり、中郎、侍郎、郎中を統率した。虎賁郎は本人が死んだら子が代わりに就任することとなっていた（『続漢書』劉昭注引荀綽『晋百官表注』）。
羽林中郎将もまた宿衛侍従を掌り、羽林郎（秩禄比三百石）を統率した。また羽林には羽林左監、羽林右監（秩禄比六百石）がおり、羽林騎を司った。
また後漢末頃には東西南北の方位を付した四中郎将があり、遠征軍の指揮官となった。黄巾の乱の際に、盧植が北中郎将、董卓が東中郎将に任命されている。
後漢末の戦乱の時期には、各軍閥のトップは将軍号を自ら任じ、配下を独自の名を持つ中郎将に任命することがあった（例えば、劉備は諸葛亮を軍師中郎将とした）。
二千石には皇帝の許可なく逮捕できない特権（『漢書』文帝紀、文帝前7年）や、兄弟や子を郎に就けることができる任子（『漢書』哀帝紀注）などの特権があった。比二千石以上の官が持つ印綬は銀印青綬であった。